# 양석환
양석환(梁碩桓, 1991년 7월 15일 ~ )은 KBO 리그 두산 베어스의 내야수이다.

## 아마추어 시절
동국대학교 시절 주장으로 활동했고, 팀을 우승으로 이끌며 MVP를 차지했다.

## LG 트윈스시절
2014년에 입단하였다.

### 2014 시즌
간간히 백업 선수로 출장했다.

### 2015 시즌
125경기에 출전해 93안타, 8홈런을 기록했다.

### 2016 시즌
주로 1루수, 3루수 백업으로 출장했다.

### 2017 시즌
정성훈이 감기 몸살로 결장한 틈을 타 주전으로 출장하며 타격과 수비가 많이 향상됐다. 게다가 당시 외국인 타자였던 히메네스의 부진 및 부상으로 인해 2군으로 내려가자 4번 타자를 맡았다. 초반에는 활약이 미미했지만 이후에 타격감을 끌어올리며 데뷔 첫 세 자릿수 안타, 두 자릿수 홈런을 기록했다. 그러나 8월에 극심한 부진으로 인해 1군에서 말소됐다.

### 2018 시즌
팀의 주전 3루수를 맡았고, 데뷔 첫 20홈런을 기록했다.
시즌 2할대 타율, 127안타, 22홈런, 82타점, 53득점을 기록했다.

## 상무 야구단시절
2019년에 입단하였다. 팀의 중심 타자로 맹활약하며 홈런과 타점 부문에서 1위를 차지했다.

## LG 트윈스복귀

### 2020 시즌
8월 27일에 제대하였다.

## 두산 베어스시절
2021년 3월 25일 당시 LG 트윈스 소속이었던 그와 남호, 두산 베어스 소속이었던 채지선, 함덕주와 2:2 트레이드를 통해 이적하였다. 2023년 시즌 후 FA 자격을 얻었고, 총액 4+2년 최대 78억(계약금 20억, 연봉 총액 39억, 인센티브 6억, 4년 계약 후 2년 13억)에 잔류했다.

## 등장곡
- LG 트윈스 시절
  - 블락비 - '잭팟'을 편곡했다.

## 응원가
- LG 트윈스 시절
  - 레이디 가가 - 'Bad Romance'를 편곡했다.

## 출신 학교
- 서울백운초등학교
- 서울 신일중학교
- 신일고등학교
- 동국대학교

## 통산 기록
| 연도 | 팀명  | 타율  | 경기 | 타수 | 득점 | 안타 | 2루타 | 3루타 | 홈런 | 루타 | 타점 | 도루 | 도실 | 볼넷 | 사구 | 삼진 | 병살 | 실책 |
| ---- | ----- | ----- | ---- | ---- | ---- | ---- | ----- | ----- | ---- | ---- | ---- | ---- | ---- | ---- | ---- | ---- | ---- | ---- |
| 2015 | LG    | 0.260 | 125  | 358  | 36   | 93   | 22    | 1     | 8    | 141  | 48   | 6    | 6    | 18   | 0    | 75   | 6    | 10   |
| 2016 | LG    | 0.276 | 80   | 203  | 24   | 56   | 10    | 1     | 6    | 86   | 37   | 3    | 0    | 6    | 1    | 48   | 1    | 5    |
| 2017 | LG    | 0.263 | 132  | 445  | 62   | 117  | 27    | 3     | 14   | 192  | 83   | 3    | 7    | 38   | 6    | 93   | 13   | 8    |
| 2018 | LG    | 0.263 | 140  | 483  | 53   | 127  | 27    | 0     | 22   | 220  | 82   | 2    | 2    | 24   | 6    | 81   | 9    | 14   |
| 2020 | LG    | 0.246 | 40   | 118  | 8    | 29   | 5     | 0     | 3    | 43   | 13   | 0    | 0    | 10   | 2    | 25   | 1    | 4    |
| 2021 | 두산  | 0.273 | 133  | 488  | 66   | 133  | 22    | 0     | 28   | 239  | 96   | 2    | 3    | 42   | 9    | 136  | 10   | 8    |
| 2022 | 두산  | 0.244 | 107  | 405  | 58   | 99   | 14    | 1     | 20   | 175  | 51   | 1    | 0    | 32   | 7    | 101  | 3    | 10   |
| 2023 | 두산  | 0.281 | 140  | 524  | 73   | 147  | 28    | 0     | 21   | 238  | 89   | 4    | 0    | 41   | 6    | 133  | 9    | 10   |
| 2024 | 두산  | 0.246 | 142  | 533  | 83   | 131  | 25    | 1     | 34   | 260  | 107  | 5    | 3    | 49   | 7    | 128  | 55   | 10   |
| 통산 | 9시즌 | 0.262 | 1039 | 3557 | 463  | 932  | 180   | 7     | 156  | 1594 | 606  | 26   | 21   | 260  | 44   | 820  | 67   | 79   |